# Plongement de Kuratowski
En mathématiques, le plongement de Kuratowski permet d'identifier tout espace métrique à une partie d'un espace de Banach (de façon non canonique).

## Théorèmede Kuratowski-Wojdysławski
Si (X,d) est un espace métrique, a un point de X et ℓ∞(X) l'espace de Banach des applications bornées de X dans ℝ, muni de la norme de la convergence uniforme, alors l'application
{\displaystyle \Phi :X\to \ell ^{\infty }(X)}
définie par
{\displaystyle \forall x,y\in X\quad \Phi (x)(y)=d(x,y)-d(a,y)}
est une isométrie, dont l'image est fermée dans son enveloppe convexe.
Si (X,d) est borné, on peut définir une telle isométrie plus simplement, en posant Φ(x)(y) = d(x, y),.
On peut bien sûr restreindre l'ensemble d'arrivée au sous-espace vectoriel fermé de ℓ∞(X) constitué des applications bornées continues.

## Utilisations
Ces plongements sont utiles parce que les espaces de Banach ont certaines propriétés que ne possèdent pas tous les espaces métriques : ce sont des espaces vectoriels — ce qui permet d'ajouter des points et de pratiquer de la géométrie élémentaire sur les droites, les plans, etc. — et ils sont complets. Étant donné une application f dont l'ensemble d'arrivée est X, on peut vouloir étendre f à un ensemble de définition plus grand, ce qui nécessite souvent d'agrandir en même temps son ensemble d'arrivée, en un espace de Banach contenant X.

## Histoire
Formellement, Kazimierz Kuratowski fut le premier à introduire ce plongement,  mais une variante très proche apparaît déjà dans des articles de Fréchet. Ces articles l’utilisent respectivement pour exhiber ℓ∞(X) comme un espace métrique séparable "universel" (il n'est pas lui-même séparable, d'où les guillemets) et pour construire une métrique générale sur ℝ comme pullback de la métrique sur une simple courbe de Jordan dans ℓ∞(X). 